# Pichaya Nitipaisalkul
Pichaya Nitipaisalkul (tên tiếng Thái: พิชญะ นิธิไพศาลกุล, sinh ngày 20 tháng 02 năm 1987), nghệ danh là Golf (กอล์ฟ) là ca sĩ, diễn viên, người mẫu người Thái Lan..

## Tiểu sử
Golf Pichaya sinh ngày 20 tháng 2 năm 1987. Anh được khán giả Việt Nam biết đến nhiều hơn với vai Man trong bộ phim Tình yêu không có lỗi, lỗi ở bạn thân. Golf được sinh ra trong một gia đình người Thái gốc Hoa và là anh trai của Mike Nitipaisalkul - từng được yêu mến qua các bộ phim như Full House hay Kiss me bản Thái. Gia đình Golf có năm anh em, bốn trai và một gái. Đây là gia đình có truyền thống nghệ thuật và mỗi thành viên đều sở hữu những tài năng cũng như nét thu hút riêng.
Trên Golf có hai anh trai là Sean và Bank, họ đều là ca sĩ nổi tiếng của những năm 90 tại Thái Lan. Sau đó Golf và Mike theo bước các anh tiến vào làng giải trí. Cuối cùng là em gái Ploychompu, dù không tham gia làm nghệ thuật nhưng Ploy là một hot girl nổi tiếng tại Thái Lan.
Golf và Mike từng thành lập ban nhạc thuộc quyền quản lý của tập đoàn giải trí lớn nhất của Thái Lan là GMM Grammy. Sau một vài năm hoạt động phía quản lý có dự án riêng cho cả hai anh em, từ đó Mike và Golf tách riêng rồi phát triển độc lập.
So với Mike, sự nghiệp của Golf ít rực rỡ hơn, tuy nhiên tài năng ở anh thì hoàn toàn không thua kém. Golf có những dự án phim truyền hình liên tục và nối tiếp nhau. Trên hệ thống truyền hình Cap phim Golf tham gia diễn xuất đều gần như thống trị giờ phát sóng vàng của kênh như Pomlom True 4U, Tình yêu không có lỗi phần 1 và phần 2, Devil Love-GMM25, Angel Destiny-True 4U. Đối với các kênh truyền hình quốc gia, Golf tham gia diễn xuất cho kênh CH9 năm 2008-2009 và kênh CH5 năm 2013. Từ năm 2014 trở đi, Golf bắt đầu tham gia đóng phim với kênh CH3 qua các phim như Rising Sun và Sai Laep Rak Puon.
Golf cũng có rất nhiều những giải thưởng âm nhạc uy tín trong và ngoài nước qua quãng thời gian hoạt động cùng với em trai mình gồm: Giải thưởng Best Breakthroung Artist, Nghệ sĩ được yêu thích nhất Seed Awards 2006... Cả hai cũng đã tổ chức đại hội âm nhạc Let's bounce concert tại sân khấu Thunder Dome với lượng khán giả lên đến 5.000 người.

## Đời tư
Golf từng hẹn hò với nữ diễn viên Usamanee Vaithayanon (Kwan) từ năm 2015 đến 2017 nhưng cả hai đã chia tay. Anh còn hẹn với Sirikwan Techapatanarat.
Hiện tại anh đang có mối quan hệ với cô gái người Nga Annie từ đầu năm 2020.

## Danh sách đĩa nhạc

### Album phòng thu
| Album      | Album details | Artist      | Track listing |
| Golf+Mike  | - Released: ngày 15 tháng 11 năm 2005 - Language: Thai - Formats: CD                                                   | Golf & Mike | - Bounce - Your Little Matter (Ruang Lek Khong Ther) - Busy Dancing (Mai Waang Kam-lang Ten) - Yaa Len Baeb Nii - Just Say Hi...Don't Say Bye - Khae Khrang Diaw - Moshi Moshi - Ta-lok Dii - Hua Jai Ja Waai - Thii Las-nid - Epilogue |
| One by One | - Released: ngày 14 tháng 11 năm 2006 ngày 14 tháng 9 năm 2007 (Korean version) - Language: Thai, Korean - Formats: CD | Golf & Mike | - Fight For You - Mai tong bork laew wah ter ruk chun: ไม่ต้องบอกแล้วว่าเธอรักฉัน - Sood tuar (OST - Mah mhar see khar krub in ngày 5 tháng 4 năm 2007): สุดตัว - Sexy Girl - Seng: เซ็ง - Let's Get Up - Tee pruek sar: ที่ปรึกษา - Peang sob tar (OST - Mah mhar see khar krub in ngày 5 tháng 4 năm 2007): เพียงสบตา - Mai tarm krai: ไม่ตามใคร - Virgin - In Ya Hand Korean version - Fight For You - Don't You Love Me (날 사랑한다고 하지마) - Firmly (힘껏) - Sexy Girl - Make No Sense (말도 안돼) - Let's Get Up - Consultation Station (상담역) - I'm Different With Other People (난 다른 사람과 달라) - Virgin - In Ya Hand - Fight For You (한국어) - Thanks to (한국어) |
| RIN (凛)   | - Released: ngày 22 tháng 8 năm 2007 - Language: Japanese, Thai - Formats: CD                                          | Golf & Mike | - 凛々SAMURAI - ニッポン アイニイクヨ - Fight For You (タイ語) - サヨナラ純情 - 恋のトゲ - 恋人 - おかしいでしょ? - 僕の場所 - こころがわり - 好きだから - 初恋のアリア - 暑かった夏休み - フィーバーとフューチャー (タイ語ver.) - Kae Krang Deaw |
| GET R3ADY  | - Released: ngày 12 tháng 12 năm 2008 - Language: Thai - Formats: CD                                                   | Golf & Mike | - Let's Get Down - ยิ่งรักยิ่งเจ็บ Ying Ruk Ying Jeb - คว้าลม Kwah Lom - ไม่พอดี ไม่ดีพอ Mai Paw Dee Mai Dee Paw - Inspiration - You - ขุมทรัพย์สุดขอบฟ้า (โฆษณาชาเขียว) Koom Sup Soot Kaub Far - อยู่ไหนก็ไม่เหงา Yoo Nai Gaw Mai Ngow - จะไปส่งให้ถึงมือ Ja Pai Song Hai Teung Meu - My Super Star - ยิ่งรักยิ่งเจ็บ (special version) Ying Ruk Ying Jeb (special version) |

### Album đặc biệt
| Album                          | Album details                                                                 | Artist                                             | Track listing |
| 10 Club                        | - Released: 20.08.2006 - Language: Thai - Formats: CD - Publisher: GMM Grammy | G-JR (A collaboration with other G-Junior artists) | - Show Time - Krub krub: ครับ ครับ - Happy Birthday - Aow pai luey Aow pai luey: เอาไปเลย เอาไปเลย - Poo chai mai pen puean kub poo ying: ผู้ชายไม่เป็นเพื่อนกับผู้หญิง - Khon mai naruk: คนไม่น่ารัก - Just Do It Again - Diew kor chao: เดี๋ยวก็เช้า - Bah palang: บ้าพลัง - Take care na: Take care นะ |
| 365 Days With Golf-Mike        | - Released: 20.12.2006 - Language: Thai - Formats: CD - Publisher: GMM Grammy | Golf & Mike                                        | Disc 1: Audio CD - Korb kun yung noi pai: ขอบคุณ...ยังน้อยไป - Ten gun mhai: เต้นกันไหม - Kon kon diew gun (new version): คนๆ เดียวกัน (new version) - Happy birthday (new version) - Poochai mai pen puen gub pooying (new version): ผู้ชายไม่เป็นเพื่อนกับผู้หญิง (new version) Disc 2: Karaoke VCD (with English subtitles) - Korb kun yung noi pai: ขอบคุณ...ยังน้อยไป - Ten gun mhai: เต้นกันไหม - Kon kon diew gun (new version): คนๆ เดียวกัน (new version) - Bounce - Talok dee: ตลกดี - Rueng lek khong ter: เรื่องเล็กของเธอ - Yah len baeb née: อย่าเล่นแบบนี้ - Happy birthday (new version) - Poochai mai pen puen gub pooying (new version): ผู้ชายไม่เป็นเพื่อนกับผู้หญิง (new version) Bonus tracks - Scoop: 1 year in the music industry (1 ปี ของการเดินทางในเส้นทางดนตรี) - One day with Golf & Mike (life style) - Exclusive photos |
| GET R3ADY 2 (Malaysia edition) | - Released: 2009 - Language: Chinese - Formats: CD - Publisher: GMM Grammy    | Golf & Mike                                        | |

### OST
| Album                                                 | Album details                                    | Artist      | Track listing |
| Mid Phid Chai Mhai Tee Ruk Ter (Love Beyond Frontier) | - Released: 27.05.2009 - Language: - Formats: CD | Golf & Mike | - Mid phid chai mhai tee ruk ter - Khor pieng jai rao mee gun - Kid thueng - Klai tao rai ruk tao gun - Love - Ying ruk ying jeb - Mai por dee mai dee por - Jah pai song hai thueng mue |

### Compilations
- 2007: Golf Mike Music Box Collection
- 2008: Inspiration Greatest Hits (Malaysia edition)
- 2008: Golf-Mike: Diary Hits

### Singles/non-album tracks
- 2005: Tong Ther Tao Nun (I'll Never Live Without You)
- 2005: Kon Kon Deaw Kun
- 2006: Fever to Future (フィーバーとフューチャー) - GYM
- 2007: Nippon Ainiikuyo (ニッポンアイニイクヨ)
- 2009: Let's Stay Together
- 2010: Brighter Day (Klear featuring Golf Pichaya)
- 2013: สดุดีมหาราชา - Golf (Various Artist)
- 2013: ลูกไม้ของพ่อ - Golf Pichaya (เพลงประกอบละคร ลูกหนี้ที่รัก)
- 2013: FUNK ME (ฟังฉัน) - Golf Pichaya
- 2014: Wrong พื้นผิดเบอร์ - Golf Pichaya

### DVDs/VCDs/live Concert
- 2006: Let's Bounce Concert
- 2006: The Show Must Go On Concert by Golf-Mike & Friends
- 2007: One By One Concert
- 2008: Golf Mike Get Ready Concert
- 2009: "Variety Live Concert by Ice Sarunyu รวมมิตรใส่น้ำแข็ง" (guest)
- 2009: The Closer Golf-Mike National Tour Concert
- 2010: "This Is It The Concert"
- 2011: "20 Years Christina Aguilar Concert" (Golf solo) (guest)
- 2012: "1nvasion Exclusive Party" (Golf's Mini Concert)
- 2013: "Bee Peerapat Natural Born Singer Concert" (Golf solo) (guest)

### Photobooks
Golf & Mike have released 3 official photobooks.  All published by GMM Grammy's subsidiary, 'In Publishing'.
- 2006: Unseen Golf-Mike
- 2006: Golf-Mike The Backstage Show
- 2009: Golf & Mike Live Photograph
- 2014: Mike D. Angelo THE FIRST BREAKOUT

## Phim tham gia
| Phim điện ảnh    | Phim điện ảnh                                                                       | Phim điện ảnh              | Phim điện ảnh                  | Phim điện ảnh                                              |
| Năm              | Tựa                                                                                 | Vai                        | Hãng                           | Đóng với                                                   |
| ---------------- | ----------------------------------------------------------------------------------- | -------------------------- | ------------------------------ | ---------------------------------------------------------- |
| 2007             | Mid-Road Gang                                                                       | Makham (lồng tiếng)        |                                |                                                            |
| 2014             | Tai Hong Tai Hian                                                                   | Non                        | PanakornFilm                   | Pimchanok Leuwisedpaiboon                                  |
| 2014             | The Couple                                                                          | Kan                        |                                | Sushar Manaying                                            |
| 2017             | Realms Lãnh điạ ma                                                                  | Chaow                      |                                | Praya Lundberg                                             |
|                  | The Snake Queen                                                                     |                            |                                | Patricia Tanchanok Good                                    |
| Phim truyền hình |                                                                                     |                            |                                |                                                            |
| Năm              | Tựa                                                                                 | Vai                        | Đài                            | Đóng với                                                   |
| 2008             | Love Beyond Frontier                                                                | Golf                       | Modern 9 TV                    | Pattarasaya Kreursuwansiri                                 |
| 2009             | Love Beyond Frontier 2                                                              | Golf                       | Modern 9 TV                    | Pattarasaya Kreursuwansiri                                 |
| 2012             | Raberd Terd Terng                                                                   | Din Puen                   | CH5                            |                                                            |
| 2013             | Woon Nak Ruk Rue Lork Tìm lại yêu thương                                            | Nucha                      | CH5                            | Paowalee Pornpimon                                         |
| 2013             | Raberd Terd Terng                                                                   | Din Puen                   | CH5                            |                                                            |
| 2013             | Look Nee Tee Ruk                                                                    | Kong Poh / Boss "Lek"      | CH3                            | Jarinporn Joonkiat                                         |
| 2014             | The Rising Sun: Roy Fun Tawan Duerd Ánh dương tình yêu 2: Giấc mộng ban mai         | Yuji Kobayashi             | CH3                            | Nadech Kugimiya & Urassaya Sperbund                        |
| 2015             | Club Friday The Series 6: Best Friend Tình yêu không có lỗi, lỗi ở bạn thân         | Man                        | GMM25                          | Wanida Termthanaporn & Apinya Sakuljaroensuk               |
| 2015             | Ploer Jai Hai Nai Pbeesard (Devil Lover) Người tình của quỷ dữ                      | Sora Takasaki              | GMM25                          | Charada Imraporn                                           |
| 2016             | Club Friday To Be Continued: Friend & Enemy Tình yêu không có lỗi, lỗi ở bạn thân 2 | Man                        | GMM25                          | Wanida Termthanaporn, Apinya Sakuljaroensuk, Thassapak Hsu |
| 2016             | Angel Destiny                                                                       | Toshiya Nikura             | True4u                         | Sasira Thaviyonchai                                        |
| 2016             | Sai Lub Rak Puan Nàng ế PK chàng ế                                                  | Rock                       | CH3                            | Kannarn Wongkajornklai                                     |
| 2017             | Kam Pood Tee Hai Pai                                                                | Pete                       | GMM25                          | Keerati Mahapreukpong                                      |
| 2018             | Nang Sao Mai Jam Kad Nam Sakul                                                      | Pakorn                     | OneHD                          |                                                            |
| 2019             | Bangkok Vampire                                                                     | Noppadol Boonsuwan / "Nop" | MONO29                         | Apinya Sakuljaroensuk                                      |
| 2020             | Deja Vu Trở về ngày yêu ấy                                                          | Taewit "Tae"               | OneHD                          |                                                            |
| 2020             | The Graduates                                                                       | Coach Mix                  | LINETV                         |                                                            |
| 2021             | Song Sanaeha Hai tình yêu                                                           | Poramin / "Pae"            | CH3                            |                                                            |
| Nhạc kịch        |                                                                                     |                            |                                |                                                            |
| Năm              | Tựa                                                                                 | Vai                        | Địa điểm                       |                                                            |
| 2011             | Love You Forever The Musical                                                        | Karn                       | Thailand Cultural Center       |                                                            |
| 2013             | For Friend For Dream in Honor Day                                                   | Tae                        | Impact Arena Muang Thong Thani |                                                            |